# Malaconotidae
Malaconotidae là một họ chim trong bộ Passeriformes.

## Phân loại học
- Chi Nilaus
  - Nilaus afer
- Chi Dryoscopus
  - Dryoscopus gambensis
  - Dryoscopus pringlii
  - Dryoscopus cubla
  - Dryoscopus senegalensis
  - Dryoscopus angolensis
  - Dryoscopus sabini
- Chi Tchagra - 
  - Tchagra minuta
  - Tchagra senegala
  - Tchagra australis
  - Tchagra jamesi
  - Tchagra tchagra
- Chi Laniarius - (15 loài, 1 loài có thể đã tuyệt chủng)
- Chi Rhodophoneus
  - Rhodophoneus cruentus
- Chi Telophorus (trước đây Malaconotus)
  - Telophorus zeylonus
  - Telophorus bocagei
  - Telophorus sulfureopectus
  - Telophorus olivaceus
  - Telophorus multicolor
  - Telophorus nigrifrons
  - Telophorus kupeensis
  - Telophorus viridis
  - Telophorus dohertyi
- Chi Malaconotus (6 loài)